# Conforto da Costozza
Conforto da Costozza, detto anche Confortus Pulex (Costozza, 1300? – Vicenza, 1389), è stato un cronista medievale, attivo nella seconda metà del Trecento.

## Biografia
Nacque da Giambono di Giacomo, probabilmente nel paese di Costozza, vicino a Vicenza.
Nel registro del Collegio dei notai di Vicenza - dove gli statuti consentivano l'iscrizione anche al di sotto dei vent'anni - degli anni 1316 e 1320 appare la sua matricola, e questo fa presumere che fosse nato intorno al 1300. La sua famiglia, probabilmente originaria o comunque residente a Costozza, si era trasferita a Vicenza nel 1311, quando il padre e il nonno di Conforto assistevano al Consiglio Maggiore del Comune. Manca l'indicazione della professione di Giambono, ma tre dei suoi quattro figli furono notai: tra essi Enrico detto Pulice, conosciuto come poeta e corrispondente del Petrarca.
Conforto rimase iscritto al Collegio notarile per settant'anni, ne fu sindaco nel 1340, "consiliarius" nel 1345, gastaldo nel 1355, membro del consorzio dei conductores et exactores dacci camporum cioè esattori del dazio negli anni '50. Possedeva beni a Thiene e case e molini vicino a Costozza, che furono bruciati dai Padovani nel 1386, durante la guerra tra Scaligeri e Carraresi; probabilmente la sua residenza cittadina era in borgo Padova, dal 1365 in una casa con corte e giardino di proprietà delle monache benedettine di San Pietro. Egli stesso ricorda di essere stato tra gli ottanta "perterriti" cittadini costretti a giurare fedeltà ai figli del moribondo Cansignorio della Scala nel 1375.
Per quanto è dato di sapere, Conforto iniziò la sua attività di cronista solo dopo i settant'anni, quando scrisse una cronaca dei fatti vicentini compresi tra gli anni 1371 e 1387, i Frammenti di storia vicentina, pubblicata poi da vari autori. In essa fornisce anche notizie della propria famiglia: i figli Lodovico e Taddeo, la nuora Margherita, i numerosi nipoti, uno dei quali - Francesco - morì nel 1389. Questa data fa ritenere che egli sia morto, probabilmente poco dopo, ad un'età molto avanzata.

## L'opera
Il testo autografo dei Frammenti è conservato nella Biblioteca Bertoliana di Vicenza; senza prefazione e senza le prime pagine d'inizio, comprende anche alcune notizie di carattere familiare insieme con quelle di carattere più generale; rappresenta quindi un'opera di interesse più privato che pubblico. Lo stile in latino semplice e vicino al volgare ricorda le opere duecentesche di modesti cronisti vicentini, come Gerardo Maurisio e Nicolò Smereglo. 
L'opera racconta i fatti avvenuti nel territorio vicentino negli anni 1371-87 in modo cronologico e con notevole precisione ma senza adeguate valutazioni politiche, pur mettendo in rilievo le forti passioni generate dalle rivalità dei signori. Fu ostile ai Carraresi e fedele agli Scaligeri finché il comportamento di Antonio della Scala, durante la guerra del 1386, gli fece vedere la conquista di Vicenza da parte di Giangaleazzo Visconti come una grazia di Dio.
Ciò che rende interessante l'opera e arricchisce la conoscenza dell'epoca è la sua rappresentazione del mondo, visto con l'ottica di un modesto cittadino. Tipicamente tardo medievale è la spiegazione dei fenomeni astronomici e meteorologici, intesi sia come la causa dell'abbondanza o mancanza di viveri, sia come relativi a vicende umane. Interessanti le descrizioni di feste, giostre e processioni, così come il racconto di una rappresentazione sacra realizzata dal clero vicentino per la festa di Pentecoste nel 1379, preziosa testimonianza del teatro sacro in Italia. 
Nelle cronache di guerra Conforto più che i gloriosi fatti d'arme mette in rilievo le sofferenze della popolazione civile e descrive con ricchezza di dettagli gli episodi di pestilenza. Esprime tradizionali sentimenti religiosi, ma talora indulge nella narrazione di fatti meravigliosi, come quando parla dell'apparizione nella sua casa di una donna misteriosa, o racconta come lo spirito di un collega morto da poco fosse tornato dall'inferno per confessare, per bocca di un vivente, le frodi commesse quando era in vita.
Edizioni dell'opera di Conforto
- Conforti Pulicis, Fragmenta Historiae Vicentinae, in L. A. Muratori, Rer. Ital. Script., XIII, Mediolani 1728, coll. 1233-1272
- Frammenti della cronaca di Conforto da Costozza, anni 1372-1387, a cura di Domenico Bortolan, Vicenza 1886, con traduzione e albero genealogico
- Confort (Conforto) da Costoza, Frammenti di storia vicentina, in Rer. Ital. Script., 2 ed., XIII, 1, a cura di C. Steiner, Città di Castello, 1915